# 本斯通猪笼草
本斯通猪笼草（学名：Nepenthes benstonei）是西马来西亚特有的热带食虫植物，生长于海拔150米至1350米的地区。其种加词“benstonei”来源于植物学家本杰明·克莱门斯·斯通，他采集到了本斯通猪笼草的第一份标本。

## 植物学史

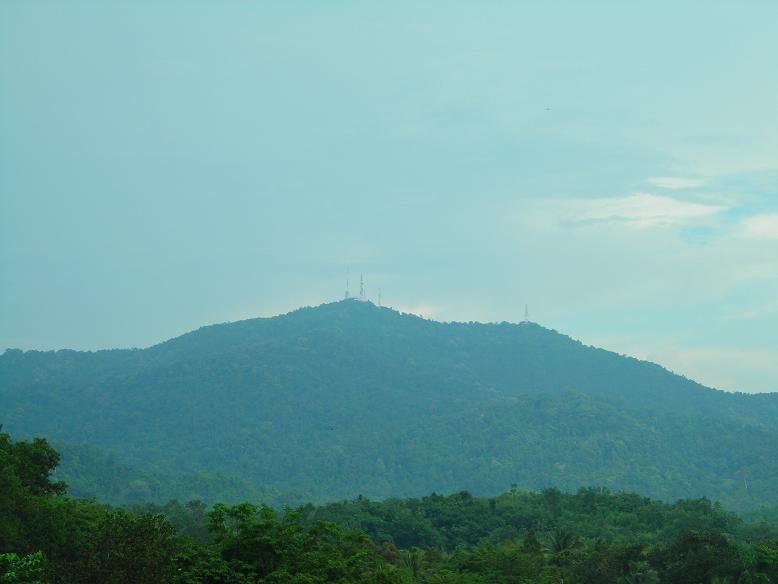
巴卡山，拍摄于2007年

马修·杰布和马丁·奇克在其1997年发表的专著《猪笼草属（猪笼草科）的框架性修订》中，提到了采集自吉兰丹州马樟（Machang）附近的巴卡山（Bukit Bakar）的血红猪笼草（N. sanguinea）标本。其中，编号为“Stone & Chin 1523”，存放于吉隆坡附近的马来西亚国民大学，编号为“Shah & Shukor 3168”的标本存放于甲洞的马来西亚森林研究院（Forest Research Institute of Malaysia）。他们注意到这个类群表现出的一些不寻常的形态特征，如叶片大型，基部具叶柄且下延，这使他们认为其可能是一个尚未描述的类群。
实地考察证实，这个类群的确是一个独立的物种。1999年，查尔斯·克拉克对本斯通猪笼草进行了描述。
1998年7月24日，查尔斯·克拉克在吉兰丹州的巴卡尔山海拔450米至550米的地区采集了本斯通猪笼草的模式标本，其编号为“Clarke s.n.”。此标本存放于甲洞的马来西亚森林研究院。同模标本存放于茂物植物园、英国皇家植物园、荷兰国家植物标本馆、山打根林业局和新加坡植物园。

### “Ridley 16097”号标本
尽管本斯通猪笼草在二十世纪末才被描述，但早在1911年7月，亨利·尼古拉斯·里德利就首次在彭亨的大汉山采集到了本斯通猪笼草的标本。这个编号为“Ridley 16097”号标本分为三部分：其中一部分位于新加坡植物园，另外两部分位于邱园。前者包含一段带2个上位笼及2个雌性花序的攀援茎。位于邱园的后者的编码分别为“K000651565”（包含一段带未程序雌性花序且无捕虫笼的攀援茎）及“K000651564”（包含一段带上位笼的攀援茎），两者形态明显不同。但里德利认为“Ridley 16097”号标本为欣佳浪山猪笼草（N. singalana）。
B·H·丹瑟在其1928年的开创性著作《荷属东印度群岛的猪笼草科植物》中，将采自新加坡的“Ridley 16097”号标本归入了分布于菲律宾的翼状猪笼草（N. alata）。B·H·丹瑟在其专著对翼状猪笼草的讨论中关于该标本是这样写道的：
|  | 来源于西马来西亚的该标本相对（翼状猪笼草）而言，其花序特别的长而窄，且花梗带2朵花，虽然也发现菲律宾及苏门答腊的变型带2朵花的。（Ramos 14650，Lörzing 11603） |

B·H·丹瑟将也将产于苏门答腊岛的真穗猪笼草（N. eustachya）归入了翼状猪笼草，这使得这一类群的地理分布变得非常的奇怪：其广布于苏门答腊及菲律宾，且奇怪的出现于西马来西亚（“Ridley 16097”号标本为唯一记录），而其间的婆罗洲及其他主要岛屿都均未发现。
1990年，鲁思·裘（Ruth Kiew）将“Ridley 16097”号标本归入瘦小猪笼草（N. gracillima），并解释了为什么翼状猪笼草明显不存在于西马来西亚：
|  | 为什么自1911年后几次对于大汉山的植物学考察都没有再次采集到这个物种呢？答案很简单，里德利的标本（16097）实为瘦小猪笼草。布兰科所述的翼状猪笼草具有与瘦小猪笼草类似的基部缩小的窄小叶片，但它们的捕虫笼形态并不相同。翼状猪笼草的捕虫笼更宽大（约4厘米），并且下半部为球形。而瘦小猪笼草的捕虫笼不具有球状的部分，其宽只有1.5至3厘米。产自大汉山的标本实际上不具有叶柄，只是其叶片基部较窄，在干燥时卷起而形成的假象。里德利采集于大汉山的标本，同时也是被丹瑟视为翼状猪笼草的标本，具有典型的瘦小猪笼草的捕虫笼。在对大汉山种群进行野外考察后，毫无疑问其属于瘦小猪笼草。 |

马修·杰布和马丁·奇克在其1997年发表的专著《猪笼草属（猪笼草科）的框架性修订》及《猪笼草科》中支持该观点。他们也将真穗猪笼草独立为一个物种，使翼状猪笼草再次被划归为菲律宾特有的物种——之一处理得到了随后其他学者的认同。
但在查尔斯·克拉克2001年的著作《苏门答腊岛与西马来西亚的猪笼草》中并不赞同鲁思·裘将“Ridley 16097”号标本归入瘦小猪笼草的处理。他指出，瘦小猪笼草及其密切相关的岔刺猪笼草（N. ramispina）的花序非常短，很少超过10厘米。而“Ridley 16097”号标本的花序都具有较长的总花梗和花序轴，都可超过20厘米。且瘦小猪笼草与岔刺猪笼草的花梗只带一朵花，而“Ridley 16097”号标本的花梗大部分带两朵花。此外，其叶片的形状也与瘦小猪笼草和岔刺猪笼草不同。鲁思·裘认为“Ridley 16097”号标本的叶片呈现出狭窄状部分是由于制作标本时造成的，但查尔斯·克拉克认为这不能完全解释其差异。他还指出这个种群具有下延的槽状叶柄。考虑到这些形态特征，查尔斯·克拉克感觉“Ridley 16097”号标本更可能是本斯通猪笼草。查尔斯·克拉克当时相信鲁思·裘已将本斯通猪笼草和岔刺猪笼草都归入了瘦小猪笼草中。但在2012年，查尔斯·克拉克与李乾对大汉山的猪笼草的分类学修订中重新评估了白猪笼草（N. alba）及瘦小猪笼草的分类，他们认为鲁思·裘对瘦小猪笼草的划分已包含了白猪笼草、本斯通猪笼草及瘦小猪笼草。他们还表明“Ridley 16097”号标本是一个混合的标本，三份中仅两份为本斯通猪笼草，而邱园编号为“K000651564”的标本实际为白猪笼草。

### 其他标本
除了“Ridley 16097”号标本中属于本斯通猪笼草的两份标本外，新加坡植物园还存放着采集自大汉山，编号为“Holttum 20643”的本斯通猪笼草标本。采集自丁加奴的许多标本也属于本斯通猪笼草。其中编号为“Shah et al. 3274”的标本存放于马来西亚森林研究院；编号为“Shah et al. 3283”的标本存放于吉隆坡附近的马来西亚国民大学。
马修·杰布和马丁·奇克2001年发表的专著《猪笼草科》中，将一个产自泰国的猪笼草归入本斯通猪笼草，之后其被认定一个新的物种——泰国猪笼草（N. thai）。

## 形态特征
本斯通猪笼草为藤本植物，可分叉。茎可长达10米，直径可达0.6厘米，呈圆柱形。节间距可达15厘米。
尚未发现本斯通猪笼草的种下类群。

### 叶
本斯通猪笼草的叶片革质，无柄至具小叶柄。叶片通常为宽线形至披针形，也可能略呈匙形。叶基宽大，抱茎，边缘下延。叶片可长达60厘米，宽至9厘米。叶尖圆至急尖。笼蔓与叶片衔接处，叶片两侧边缘通常不等侧，可有3毫米的差距。中脉的两侧各有3至5条纵脉。羽状脉大多不明显。笼蔓可长达60厘米。

### 捕虫笼
本斯通猪笼草的下位笼可高达20厘米，宽至5厘米。其下半部为卵形，上半部为圆柱形，中部具明显的笼肩。腹面具一对笼翼，不宽于4毫米。笼口为圆形至卵形，倾斜。唇可宽达6毫米，具有小型的唇齿。笼盖为卵形，无附属物。具有一个短但明显的笼盖骨，常非常的宽大。笼盖基部的后方具有一根不分叉或分叉的笼蔓尾，不长于12毫米。
本斯通猪笼草的上位笼较小，大部分结构类似于下位笼。可高达20厘米，宽至3厘米。下部为漏斗形，中部为窄卵形，上部为圆柱形。唇无唇齿。笼盖较窄，末端为钝尖。笼蔓尾不分叉，大大缩小，仅可长达5毫米。

### 花序
本斯通猪笼草的花序为总状花序。总花梗可达20厘米，花序轴可达30厘米。最顶端的花梗带一朵花，偶尔具披针形的苞片（长达可达1.5厘米）。基部花梗一朵或两朵花，无苞片。萼片为卵形，长约4毫米。雄性花序花朵数量约为雌性的两倍。本斯通猪笼草是猪笼草属中少数可以在一条茎上产生多个花序的猪笼草。茎顶部节点通常可发出2至3条花序。这种不同寻常的生殖习性也出现其他一些猪笼草属物种上，但更为罕见，在包括苹果猪笼草（N. ampullaria）、硬叶猪笼草（N. rigidifolia）、血红猪笼草（N. sanguinea）和泰国猪笼草。菲律宾猪笼草（N. philippinensis）则较为常见。

### 毛被
本斯通猪笼草的茎部和叶片披被着稀疏的白色毛被。在叶片的边缘具有红褐色的分叉短毛被。捕虫笼的外表面覆盖着稀疏的红色分叉短毛被。同样的毛被还更密集的出现于笼盖的边缘和唇下方的笼身上。发育中的花序具有白色或红色的短毛被。

### 质地
本斯通猪笼草的茎和叶片具很厚的蜡质表皮，其使得叶片和捕虫笼具有蓝白色的光泽。花序整体也密布蜡质。

## 生态关系
本斯通猪笼草是西马来西亚特有的热带食虫植物。仅能确定其分布于吉兰丹州低地山丘的顶部和丁加奴北部，及大汉山国家公园的大汉山。其分布于海拔150米至1350米处。
但其分布范围可能更为广泛，部分标本采集于彭亨的大汉山国家公园。
本斯通猪笼草陆生于开阔，有阳光直射的次生植被中。在巴卡山顶峰附近有大量的分布，其生长于去往山顶马来西亚电讯公司基站的道路两旁。在此其多存在于海拔450至600米的地区内。
其也分布于西马来西亚的大汉山海拔800米至1350米处。其多见于山脉低海拔的斜坡上，也可见于惹拉河（Sungai Relau）去往西部山峰的沿途，特别是海拔800米至1200米的陡峭山脊处。再往西，其生长就会受到包括滑坡等地质灾害的影响。本斯通猪笼草的植株多位于茂密的森林中，但很少出现捕虫笼。虽然在2012年前并没有确认本斯通猪笼草存在于大汉山，但许多以往的标本证明了其的存在。
虽然其分布范围还不确定，但野外的本斯通猪笼草在未来一段时间内还是较为安全的。其模式产地处于保护区内，并且该物种的外观并不惹眼，因此遭受到过度采集威胁的可能性较小。

## 相关物种
在查尔斯·克拉克关于本斯通猪笼草的描述中，指出了两个区别于其他猪笼草的特点。即是其可产生多个花序，及叶片具有很厚的蜡质表皮。但后来的实地考察发现，前者并不是本斯通猪笼草特有的，其也偶尔出现于其他猪笼草上。同样，其他一些猪笼草也具有蜡质表皮，如婆罗洲的刚毛猪笼草（N. hirsuta），但其不如本斯通猪笼草的发达。所以本斯通猪笼草并没有标志性的特征，要将本斯通猪笼草和与之具有亲缘关系的物种区分开来，需要从茎、叶片、唇、笼盖、毛被和消化腺体区等各个方面综合比较。
本斯通猪笼草表现出与西马来西亚特有的血红猪笼草之间存在着较为密切的亲缘关系。它们的区别在于本斯通猪笼草的叶片更大些且形状不同，并通常具有小叶柄。笼蔓也较长，并覆盖着密集的毛被。下位笼具唇齿，且叶片具有较厚的蜡质角质层。这些特征都有助于将其与血红猪笼草相区别。此外，本斯通猪笼草干燥标本的颜色要比血红猪笼草的更浅。
本斯通猪笼草的捕虫笼形态也类似于存在于中南半岛的斯迈尔斯猪笼草（N. smilesii）。查尔斯·克拉克认为本斯通猪笼草在进化树中可能处于中南半岛类群和西马来西亚类群之间。
本斯通猪笼草在表面上也类似于婆罗洲特有的大型平庸猪笼草（N. macrovulgaris）。它们的区别在于本斯通猪笼草可产生多个花序，且都长于大型平庸猪笼草的花序。花梗带1至2朵花，而后者均带2朵花。此外，大型平庸猪笼草的叶片不具有蜡质表皮。
本斯通猪笼草也类似于白环猪笼草（N. albomarginata），但其不具有后者唇下特有的白色带状附属物，所以将其区别开来并不困难。
本斯通猪笼草的上位笼可能会与奇异猪笼草（N. mirabilis）的上位笼相混淆，但植株的其他部分并没有什么共同之处。
2001年，查尔斯·克拉克对产自苏门答腊及西马来西亚的猪笼草进行了分支系统学分析，利共用了70个形态特征。但本斯通猪笼草与菱茎猪笼草（N. rhombicaulis）一起还未确定到底是归入山地分支（Montanae）还是高贵分支（Nobiles）分支。

## 自然杂交种
仅发现了一个关于本斯通猪笼草的自然杂交种。安德鲁·赫里尔（Andrew Hurrell）于巴卡山山脚本斯通猪笼草与奇异猪笼草分布地相互重叠的地区发现了它们的自然杂交种。

## 扩展阅读
- 美国种质资源信息网络中本斯通猪笼草的信息
- 食虫植物照片搜寻引擎中本斯通猪笼草的照片 （页面存档备份，存于）

 维基共享资源上的相關多媒體資源：本斯通猪笼草
 維基物種上的相關：本斯通猪笼草